# 交響曲第6番 (モーツァルト)
交響曲第6番 ヘ長調 K. 43 は、ヴォルフガング・アマデウス・モーツァルトが作曲した交響曲である。

## 概要

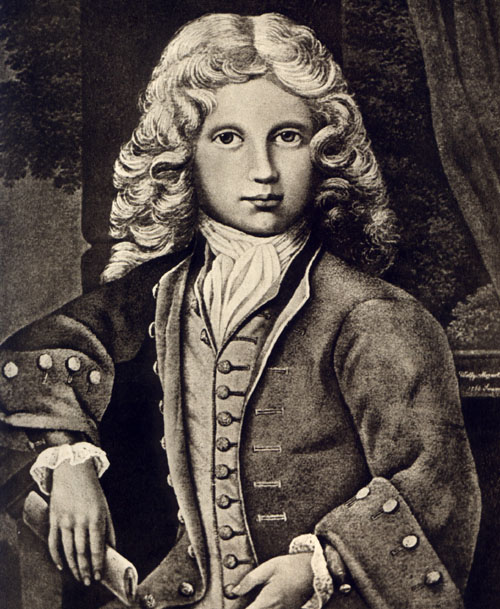
『交響曲第6番』を書き上げた1767年当時のモーツァルト《当時11歳》

1767年の12月頃にウィーンまたはオルミュッツ（オロモウツ）で作曲され、モーツァルト11歳の時の作品である。ウィーンからオルミュッツヘ往復していた時期に作曲されたと見られており、モーツァルトが天然痘から回復してからすぐに作曲されたといわれている。

## 楽器編成
- 管楽器：オーボエ2（第1楽章と第3楽章）、フルート2（第2楽章のみ）、ホルン2
- 弦楽器：第1ヴァイオリン、第2ヴァイオリン、第1ヴィオラ、第2ヴィオラ、チェロ、コントラバス

## 構成
4楽章の構成で、演奏時間は約17分。メヌエットを含む4楽章形式のスタイルを初めて導入した交響曲である。
- 第1楽章 アレグロ
ヘ長調、4分の4拍子、ソナタ形式。

- 第2楽章 アンダンテ
ハ長調、4分の2拍子、ソナタ形式。
第2楽章は、旅行に出発する前の年の1767年春に作曲したラテン語によるオペラ『アポロとヒュアキントゥス』K. 38の第8曲の二重唱から転用されている。
- 第3楽章 メヌエット - トリオ
ヘ長調 - 変ロ長調、4分の3拍子、複合三部形式。
- 第4楽章 アレグロ
ヘ長調、8分の6拍子、ソナタ形式。